# Chiesa cattolica in Groenlandia
La Chiesa cattolica in Groenlandia costituisce una piccola minoranza religiosa. Su una popolazione di circa 55.000 abitanti, in gran parte di religione luterana e appartenenti alla diocesi di Groenlandia della Chiesa di Danimarca (Den Danske Folkekirke), al 31 dicembre 2009 risultano registrati una sessantina di fedeli. Questi sono in massima parte di origine danese e filippina, con pochi fedeli groenlandesi.

## Storia
In Groenlandia era situata la sede medievale della diocesi di Garðar, oggi soppressa. Con il ripristino delle missioni cattoliche nell'Ottocento, l'isola fu inclusa dapprima nella prefettura apostolica del Polo Nord, e poi nel vicariato apostolico di Danimarca (oggi diocesi di Copenaghen).
In epoca moderna, dopo l'introduzione del principio di libertà religiosa nella Costituzione danese del 1953, la missione della Groenlandia è stata affidata ai Missionari Oblati di Maria Immacolata, che hanno avuto una presenza stabile dal 1958 al 2009.
Nel 2007 presso la parrocchia di Nuuk si è tenuto un Simposio ecumenico e interreligioso sul tema "Artico: specchio di vita"; per la Chiesa cattolica era presente il cardinale Theodore McCarrick, inviato speciale di Papa Benedetto XVI.

## Organizzazione
I cattolici sono raccolti nell'unica parrocchia di Cristo Re a Nuuk (Krist Konge Kirke), dipendente dalla diocesi di Copenaghen; nella chiesa, consacrata l'11 giugno 1972, sono celebrate messe in lingua danese e inglese.
In collaborazione con l'ordinariato militare degli USA, la missione provvede anche per i cattolici statunitensi di stanza alla base militare (Peterson Air Force Base) a Thule/Qaanaaq.
Dal 2009 la parrocchia è affidata a sacerdoti dell'istituto del Verbo Incarnato (IVE).
Dal 1980 nella missione operano le suore della fraternità delle Piccole Sorelle di Gesù (Jesu Små Søstres Kommunitet / Jiisusip Najaarai), a Nuuk.